# Jazīreh-ye Gonbān
Jazīreh-ye Gonbān är en ö i Iran.   Den ligger i provinsen Fars, i den centrala delen av landet, 700 km söder om huvudstaden Teheran.